# Mirmidone
Mirmìdone (in greco antico: Μυρμιδόνος?, Myrmidónos) è una figura della mitologia greca, figlio di Zeus e di Eurimedusa.
Sposo di Pisidice e padre di Antifo e di Attore. 

Altri figli attribuiti a lui sono Erisittone e Dioplete comprese le femmine Eupolemeia e Iscilla. Anche se in questi casi alcuni autori li fanno discendere da altri genitori.

## Mitologia
Zeus assunse l'aspetto di una formica per sedurre Eurimedusa che divenne una formica e Mirmidone nacque da quell'unione. 

Mirmidone fu il primo re ed eponimo dei Mirmidoni, un popolo della Ftia, in Tessaglia, ed in epoca successiva il loro re divenne Achille che li condusse con sé alla guerra di Troia.